# 方墳

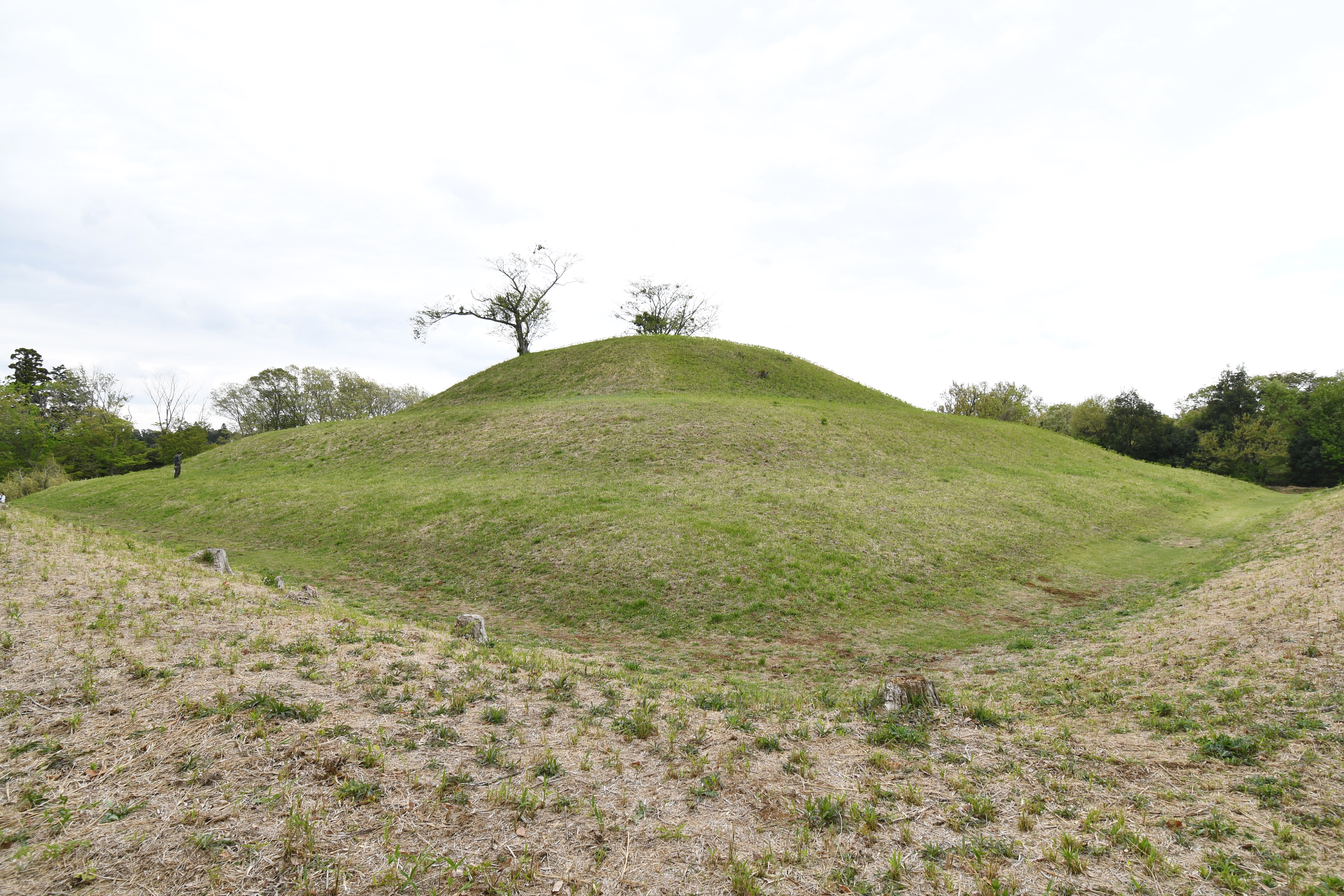
方墳の例・龍角寺岩屋古墳（千葉県印旛郡栄町）

方墳（ほうふん）は、墳丘の平面形が方形になる古墳のことで、古墳時代の全期間にわたって円墳についで数多く築かれている。

## 概要
古墳時代初頭ないし前期に築かれるものは、弥生時代の畿内風の方形周溝墓や山陰風の四隅突出型墳丘墓の延長と考えられ、性格自体もほとんど変わらないとみなされているが、最近は、前方後円墳や土師器出現の時期を画期として、「方墳」の一種とみなされている。そのため「前期群集墳」という造語まで発生している。弥生時代の四隅突出型墳丘墓は、すでに古墳時代に作られる技術が多様に用いられていることから、古代出雲の技術を物語る。
前期方墳の代表例は、島根県安来市の大成古墳、造山古墳（1辺60m）が全国最大の規模を誇る。方墳は出雲に集中しており、前方後方墳の魁もみられる。比較的小型のものが多いが、前方後円墳の築造が停止する7世紀には有力者の古墳の墳形に採用されている。
例としては現在、用明天皇陵に指定されている大阪春日向山古墳（辺長63m×60m）や、推古天皇陵に指定されている山田高塚古墳（辺長63m×56m）、蘇我馬子の墓と考えられている石舞台古墳（上円下方墳との説あり）、千葉県の龍角寺岩屋古墳（辺長80m、高さ13m）などがある。6世紀末に築造された巨大方墳、赤坂天王山古墳（桜井市倉橋、東西45.5メートル、南北42.2メートル、高さ約9.1メートル）を、崇峻陵とする森浩一の説が有力視されている。
大きさでは、奈良県の桝山古墳が全国1位で、千葉県の龍角寺岩屋古墳（一辺約78メートル）が第2位である。

## 各地の方墳

### 東北地方
- 飯野坂古墳群（いいのざか、宮城県名取市飯野坂山居、方墳二基（観音堂北一・二号墳）、このほかに山囲古墳（後期）や薬師丸堂西北副古墳（別称:唐戸塚古墳、現在消滅、4世紀末から5世紀の築造）の二方墳があった。）

### 関東地方
- 千葉県印旛郡栄町にある龍角寺岩屋古墳は、一辺78メートルの終末期最大の方墳であり同時期に造営された用明天皇陵（春日向山古墳）や 推古天皇陵（山田高塚古墳）を凌ぐものである。
- 千葉県山武市に所在する板附古墳群中の駄ノ塚古墳は、一辺60メートルの終末期の大方墳であり、発掘調査の結果610年（推古天皇18年）から620年（同28年）の間に造営された可能性が高いことが判明した。
- 宝塔山古墳は、群馬県前橋市総社町総社に所在する古墳時代終末期の大型方墳である。各辺は東辺54.5メートル、西辺51.2メートル、南辺49メートル、北辺42メートルで、高さ12メートルである。
- 蛇穴山古墳は、群馬県前橋市総社町に所在し、一辺39メートル前後と考えられており、古墳時代再終末期に属する。

### 中部・東海地方
- 木曽川と飛騨川の合流する左岸段丘上に河合古墳群がある。中でも次郎兵衛塚1号墳は一辺が約30メートルの方墳で、周溝を持ち、墳丘全体が河原石で覆われている。葺石か。石室を3つ持ち、大量の須恵器・玉類・耳環などの副葬品が検出された。県内では15基確認されており、7世紀に入って築造されたものと考えられる[2]。

### 北陸地方
- 石川県鹿島郡能登町字須曽に所在する須曽蝦夷穴古墳は、一辺約25メートル、高さ約4.5メートルの古墳時代後期に属する方墳である。

### 近畿地方
- 1999年（平成11年）に奈良県御所市柳田町の鴨都波遺跡で発見された1号墳は、南北辺20メートル、東西辺16メートルの小方墳であるが、粘土槨のうちから3面の三角縁神獣鏡が検出された。今までは同鏡を出土する古墳は各地の首長墓からであり、前方後円墳であった。築造のころには三角縁神獣鏡が多数流通していたと考えられる。
- 橿原市四条町の4条1号墳は、5世紀後半の方形墳で木製埴輪が出土している。天武朝初期に削平され、道路や側溝（のちの藤原京の条坊に一致する）が敷設された。
- 御所市大字室に所在するネコ塚古墳は、一辺63メートルの大型方墳である。葛城地方最大の前方後円墳室宮山古墳の北東の周濠に接した陪塚として築造されている。
- 奈良県桜井市倉橋に所在する赤坂天王山古墳は、東西約42.2メートル、高さ9.1メートルの大型の方墳である。6世紀末から7世紀初めの築造と考えられており、明治年間まで「崇峻天皇倉梯岡上陵」として取り扱われていた。
- 平野塚穴山古墳は奈良県香芝市平野字土山に所在する一辺18メートル、高さ4メートルの終末期の方墳。高市皇子・茅渟王・当麻氏などの被葬者論がある。1973年（昭和48年）国の史跡に指定されている。7世紀後半でも古い時期と考えられている。
- 大阪府太子町の葉室塚古墳（一辺62メートル）、前方後円墳終焉後（終末期古墳）。
- 和歌山市の岩橋千塚の井辺1号墳・2号墳や御坊市の岩内1号墳などが方墳であり、このうちの井辺1号墳は一辺40メートルもあり、岩橋千塚最後の首長墓に相応しい規模である。

### 中国地方
- 島根県東部の出雲地方は方墳が特に多い地域として知られている。景初三年名をもつ三角縁神獣鏡が出土した神原神社古墳は一辺が30メートルの前期前半の方墳である。6世紀後半になると山代方墳、その後永久宅後古墳がつくられている。浜田市の片山古墳、益田市の鵜ノ鼻古墳群50号墳、赤来町の長者原古墳などの方墳が存在する。7世紀の半ばには松江市の廻原1号墳は、埋葬施設が刳り抜きの石棺状施設に横口を開けた珍しい構造で、旧領斜面を加工してつくられた小さいながらも見事な方墳である[3]。

### 四国地方
- 高知県香美市土佐山田町楠目　伏原大塚古墳

四国最大の方墳で、発掘物から女性の装飾品が多数出土したので　高貴な女性を埋葬したと考えられている。
土佐邪馬壹国説では　この古墳を卑弥呼の御陵と比定している。

### 九州地方
- 福岡県久留米市御井町高良山にある祇園山古墳は3世紀中期のものとされる一辺が約23メートルの方墳であり[4]、規模や様式などが魏志倭人伝の記述に類似するとして、卑弥呼の墓に比定する説がある[5]。
- 大分県大分市の古宮古墳は、九州で唯一の横口式石槨をもつ古墳である。
- 宮崎県西都市の常心塚古墳は、一辺約25メートル、高さ3.8メートルを測り、一辺40メートルの土塁を巡らす。 全体的な構造は石舞台古墳に類似する。